# Bannock

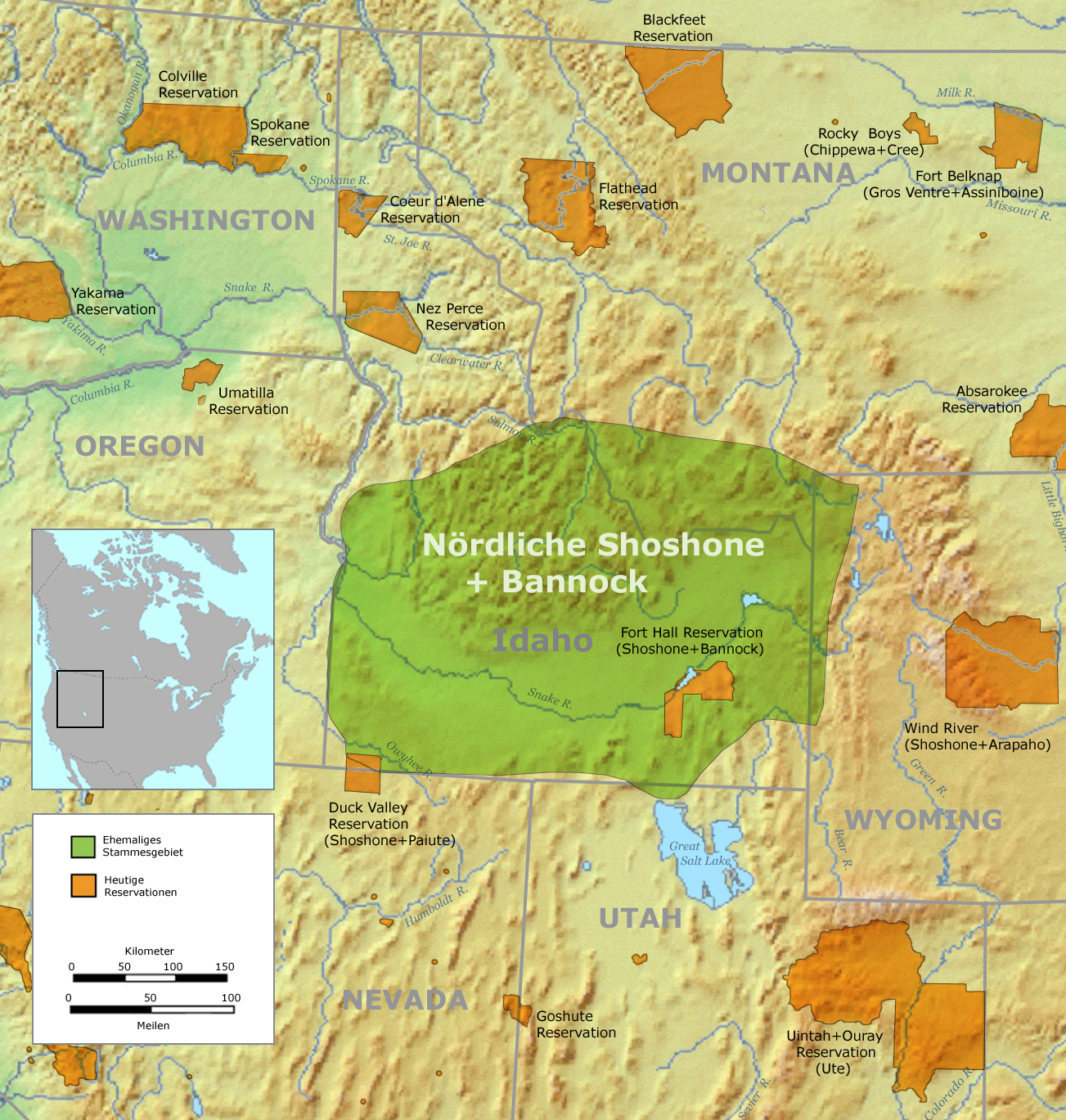
Ehemaliges Stammesgebiet der Bannock und heutiges Reservat in Idaho

Die Bannock oder Banate sind ein Indianer-Stamm aus dem Shoshone-Zweig der uto-aztekischen Sprachfamilie. Sie sprechen denselben Dialekt wie die Nördliche Paiute, von denen sie sich abgespalten haben. Sie selbst bezeichneten sich als Nimi Pan a'kwati, Bana'kwut oder Panaiti („Wasser-Volk“). Die benachbarten Shoshone bezeichneten die Bannock ebenfalls als Panaiti.

## Geschichte
Die Bannock lebten mit ihren Unterstämmen, den Shohopanaiti („Cottonwood-Bannock“ – Baumwollbaum-Bannock oder auch Pappel-Bannock), Yambadika (Yap-Wurzel-Esser), Waradika (Roggen-Grassamen-Esser), Penointikara (Honig-Esser) und Kutshundika (Büffel-Esser), in der Snake River Plain im Süden des heutigen US-Bundesstaates Idaho, sowie in angrenzenden Teilen West-Wyomings, Ost-Montanas und im östlichen Oregon. Dasselbe Territorium bewohnten die Nördlichen Shoshone, die kulturell beinahe identisch waren. Durch die starke Verbindung der beiden Völker entwickelte sich auch eine sehr ähnliche Geschichte.
Sie fühlten sich den ihnen benachbarten Stämmen kulturell und besonders im Krieg überlegen und waren daher bei den Weißen manchmal auch als Räuber-Indianer bekannt.
Die Kultur der Bannock ähnelte stark den Plainskulturen. Saisonale Wanderungen im Sommer führten sie nach Westen zu den Shoshonefällen, um Lachs zu fangen, Kleinwild zu jagen und Beeren zu sammeln, und im Herbst nach Nordosten in das Yellowstonegebiet in Wyoming und Montana zur Büffeljagd. Die Jagd auf Büffel erforderte eine gute Zusammenarbeit mit den Shoshone, mit denen sie in den gefürchteten Blackfoot einen gemeinsamen Feind teilten, der die Büffeljagdgründe in Montana kontrollierte.

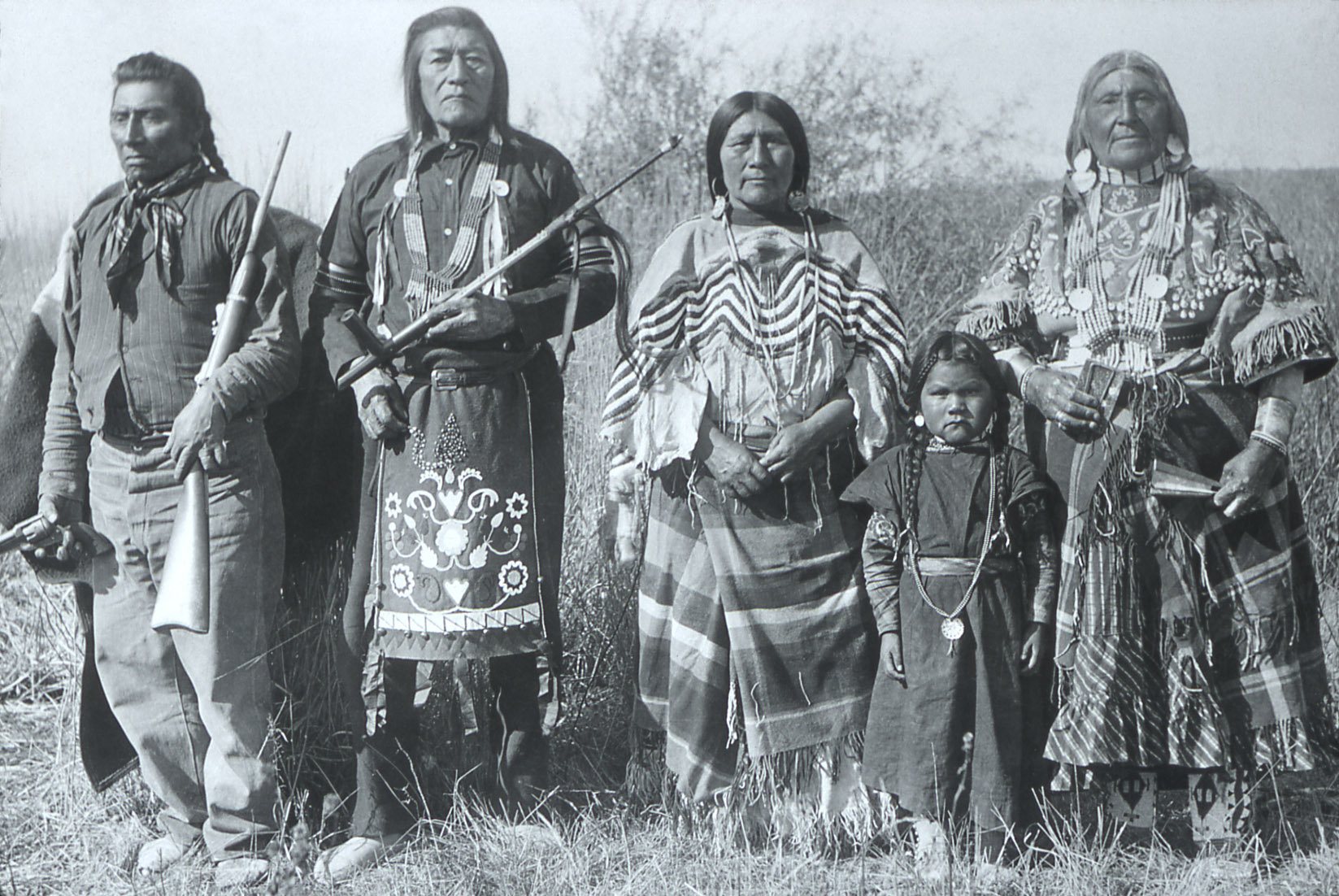
Bannock

Vor 1853 dezimierte eine Pocken-Epidemie die Bannock. 1867 wurden sie von der US-amerikanischen Armee geschlagen und 1869 in das Reservat Fort Hall in Idaho umgesiedelt, aus der sie aber aufgrund der hohen Sterblichkeit bald wieder in die Rocky Mountains auszogen. Die Bannock waren nicht zahlreich, wahrscheinlich erreichten sie niemals mehr als 2.000 Stammesangehörige, aber sie hatten beträchtlichen Einfluss auf ihre friedlicheren Nachbarn, die sie zu Aufständen und Überfällen gegen die Weißen aufstachelten. Hunger, Frustration über das Verschwinden der Büffel und die unsensible Reservatspolitik der U.S. Regierung führte 1878 zum Bannock-Krieg, der mit einem Massaker an 140 Bannock-Männern, -Frauen und -Kindern bei Charles Ford in Wyoming beendet wurde.
Die eigenständige Kultur der Bannock überlebte die Einschränkungen durch das Reservatsleben nicht. Um 1900 gab es nur noch etwa 500 Bannock, von denen viele mit Shoshone verheiratet waren. Heute leben die Bannock wieder zusammen mit den Nördlichen Shoshone in der Fort Hall Reservation. Von ca. 6.000 Bannock sprachen 1999 noch 1.631 ihre Muttersprache.
Zur Wiederbelebung der Kultur wurde den Bewohnern der Reservation 2006 das Recht zugesprochen, nördlich des Yellowstone-Nationalparks in Teilen der Absaroka-Beartooth Wilderness wieder Büffel zu jagen.